# サンドウィップ島
サンドウィップ島（サンドウィップとう）は、バングラデシュ、チッタゴン管区に存在する島。

## 概要
ベンガル湾のメグナ川河口にあり、本土との間にはサンドウィップ海峡を挟む。島の長さは50km、幅は5-15kmで人口は約22万人。

## 災害
- 1978年4月4日 - 島にサイクロンが接近。島から本土へ向けて岩塩を輸送していたサンパン約100隻が沈没して約1000人が行方不明となった[1]。
- 1991年4月 - 1991年のバングラデシュ・サイクロンによる被害[2]。